# Burza broadcastowa

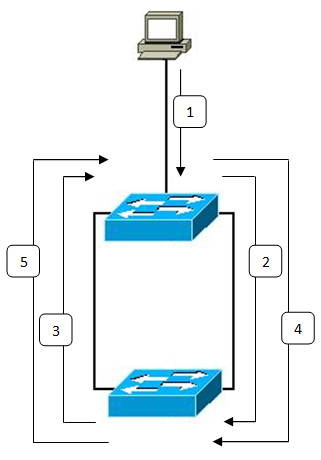
Przykładowa droga krążenia ramek w burzy broadcastowej

Burza broadcastowa (ang. broadcast radiation, broadcast storm) – anomalia powstająca w sieciach komputerowych, najczęściej w wyniku utworzenia połączenia nadmiarowego lub pętli. Jej skutkiem jest bezustanne krążenie ramek rozgłoszeniowych, które powoduje bardzo duże obciążenie mediów transmisyjnych i urządzeń sieciowych.

## Zapobieganie
- używanie protokołu Shortest Path Bridging
- używanie protokołu STP (Spanning Tree Protocol) w celu wyeliminowania połączeń nadmiarowych
- filtrowanie na poziomie 3 warstwy ISO/OSI (np. routery)
- logiczne wydzielanie podsieci przez routery lub przełączniki za pomocą VLANów
- używanie routerów i zapór sieciowych umożliwiających wykrywanie i neutralizowanie ataków burzy broadcastowej

- używanie funkcji "sterowanie burzą broadcastową", która jest zaimplementowana w wielu przełącznikach[1]